# Marvell Technology Group
Marvell Technology Group, Ltd. (NASDAQ: MRVL) é uma empresa de semicondutores estadunidense, sediada em Santa Clara.